# Charles-Amarin Brand
Pour les articles homonymes, voir Brand.
Charles-Amarin Brand, né à Mulhouse le 27 juin 1920, et mort le 31 mars 2013 à Toulouse, est un évêque catholique français, archevêque de  Strasbourg de 1984 à 1997.

## Biographie
Son grand-père maternel, est membre de la Légion étrangère et participe à la campagne de la conquête du Tockin et de la Cochinchine  pour éviter le service militaire Allemand, sa maman nait en 1893 à Paris . Son grand-père était paysan et fabricant de cuves et de barriques  Sa mère décède à Mulhouse lorsqu'il à deux ans à l'âge de 29 ans. Son père soldat du Kaiser durant la 1er guerre mondiale qui est  employé aux tramways se remarie 10 ans plus tard avec Adèle Binder. Au décès de sa mère, il habite avec son papa chez ses grands-parents maternels, avec un grand-père fraiseur à la Société alsacienne de constructions mécaniques

### Formation
Il passe son école primaire à l'école Jeanne d'arc de Mulhouse, puis à l'âge de 7 ans à l'école des frères. Son catéchismes était à l'époque une corvée pour lui.
Son cursus universitaire lui a permis d'obtenir une licence et un diplôme d'études supérieures en philosophie, ainsi qu'un doctorat en théologie.
Il a été ordonné à Clermont-Ferrand, au cœur de la seconde guerre mondiale, le 11 juillet 1943, au titre du diocèse de Strasbourg.

### Principaux ministères
En 1946, il est nommé secrétaire de Gaudel, évêque de Fréjus-Toulon tout en étant aumônier militaire des camps de Fréjus-Saint-Raphaël.
En 1955, il est incardiné au diocèse de Fréjus et devient vicaire général de ce diocèse et responsable de l'aumônerie de l'enseignement public.
Nommé évêque titulaire d'Uthina (de) et évêque auxiliaire de Fréjus-Toulon le 28 décembre 1971, il est consacré à Rome par le pape Paul VI le 13 février 1972.
Le 26 août 1976, il est nommé évêque auxiliaire de Strasbourg. Il est ensuite nommé archevêque de Monaco le 31 juillet 1981. Dans ce diocèse, il préside le 21 septembre 1982 les funérailles de la princesse Grace épouse du prince Rainier III de Monaco morte accidentellement.
Le 16 juillet 1984, il revient à Strasbourg où il est nommé évêque de Strasbourg et s'installe officiellement le 20 octobre 1984. Le 8 octobre 1988, il devient archevêque de Strasbourg lors de la visite de Jean-Paul II qui élève le diocèse au rang d'archevêché.
Il se retire le 23 octobre 1997, lorsqu'est nommé son successeur Joseph Doré.
Pour la Conférence des évêques de France, il a été membre puis président de la Commission des Conférences épiscopales de la Communauté Européenne COMECE.

## Succession apostolique
Charles-Amarin Brand a ordonné les évêques suivants :
- Évêque Léon Hégelé (1985)
- Évêque Pierre René Ferdinand Raffin, O.P. (1987)
- Archevêque Joseph Doré, P.S.S. (1997)